# 洛市镇
洛市镇，是中华人民共和国江西省宜春市丰城市下辖的一个乡镇级行政单位。

## 行政区划
洛市镇下辖以下地区：
洛市社区、新村社区、攸洛村、崔家村、下城村、彭坊村、洛市村、旱上村、牛坊村、源头村、民主村、杨家村、庄田村、小溪村和东安村。

## 交通
- 京九铁路：丰城南站